# Szerebro
A Serebro (oroszul: Серебро, magyarul: Ezüst) egy 2007-ben alapított pop-lánybanda, akik a 2007-es Eurovíziós Dalversenyen Oroszország színeiben léptek fel Song #1 című dalukkal. A versenyt a harmadik helyen zárták 207 ponttal. 2020-ban az együttes végleg feloszlott.

## Tagok
- Elena Temnikova (Kurgan, 1985. április 18.) az együttes főénekese, aki 2002-ben a Фабрика Звёзд (Csillag Gyár) című orosz casting-showban tűnt fel az orosz Pervij Kanal képernyőjén először. Szülei fedezték fel zenei tehetségét, és ötéves kora óta orgonaórára járatták.
- Olga Szerjabkina (Moszkva, 1985. április 12.) vokalista. Hétéves korától balettórákat vett, énekesként végzett egy művészeti főiskolán. Később nemzetközi tehetségkutató-versenyen is részt vett, majd vállalati menedzsmentet tanult.
- Marina Lizorkina (Moszkva, 1983. június 9.) vokalista, tizenkét éves korától énekkarban énekel, és 16 évesen felvételt nyert a Kortárs művészetek Főiskolájára, ahol magas szintű énektudást szerzett.
- Anasztaszija Karpova (Balakovo, 1984. november 2.) fiatal kora óta érdeklődött a zene iránt, de inkább a balett felé kötelezte el magát.
- Dasa Sasina (Nyizsnyij Novgorod, 1990. szeptember 1.) 2013 októberében csatlakozott az együtteshez, Anasztaszija Karpovát váltotta.
- Polina Favorszkaja (1991. november 21.) 2014 júniusában csatlakozott az együtteshez, ahol Elena Temnikovát váltotta
- Katyja Kiscsuk (Tula, 1993. december 13.) 2016-ban csatlakozott az együtteshez, ahol Dasa Sasinát váltotta. Korábban modellkedett.
- Tanya Morgunova (Szentpétervár, 1998. január 25.) 2018-tól az együttes tagja. Polina Favorszkaját váltotta.
- Irina Tyitova (Taskent, 1997. január 22.)
- Elizabeta Kornyilova (2000. június 22.)
- Marijanna Kocsurova (Szentpétervár, 1996. július 6.)

## Pályafutásuk
2007. március 10-én választotta ki egy szakértőkből álló zsűri, hogy Oroszországot ők képviseljék az Eurovíziós Dalversenyen Helsinkiben. A Szerebro a Makszim Fagyejev által írt Song #1 című számával automatikusan a május 12-ei döntőben indult, köszönhetően annak, hogy az előző évben az orosz versenyző, Dima Bilan a második helyen végzett. A lánycsapatnak még nem volt nyilvános fellépése a dalverseny előtt, de ennek ellenére több rutinosabb versenyzőt megelőzve a harmadik helyen végzett a szerb Marija Šerifović és az ukrán Verka Szergyucska mögött.
Első stúdió albumuk, az OpiumRoz 2009. április 25-én debütált, amely a kritikusoktól és a közönségtől is pozitív visszajelzést kapott. 2009. június 18-án bejelentették, hogy Marina Lizorkina elhagyja az együttest. Helyére Anasztaszija Karpova érkezett. 2011-ben kiemelkedő sikert értek el Mama Lover című dalukkal, amely Oroszországon kívül még számos országban felkerült a slágerlistákra (Spanyolország, Olaszország, Belgium, Csehország). 2012. június 14-én megjelent második stúdió albumuk, Mama Lover címen. Harmadik albumuk dalokat 2013 és 2016 között vették fel. 2013. szeptember 28-án Anasztaszija Karpova elhagyta az együttest, új tagként Daria Sasina 2013. október 3-án csatlakozott. A következő évben Elena Temnikova is távozott, a tervezett december helyett már májusban. Az új szólista érkezéséig Temnikova helyét Karpova vette át. Az együtteshez Polina Favorszkaja 2014 júniusában csatlakozott. Harmadik stúdió albumuk (Сила трёх) 2016. május 27-én jelent meg, amelyen olyan dalok kaptak helyet, mint a MiMiMi, Malo Tebya, Ya Tebya Ne Otdam, Pereputala. 2016. május 1-jén Daria Sasina egészségügyi okok miatt kilépett az együttesből, helyére Katyja Kiscsuk érkezett. 2017 augusztusában Favorszkaja is bejelentette, hogy elhagyja a csoportot, de az év végéig még az együttes tagja maradt. Egy nyílt válogató során választottak új szólistát, Tanya Morgunovát, aki 2018 januárjától vált az együttes tagjává. Ez a felállás 2019 februárjáig maradt így, mivel 2018 októberében Olga Szerjabkina bejelentette, hogy kilép az együttesből, és szólókarrierjét építi tovább. Kiscsuk és Morgunova is távozott.  A három új tag kiválasztására ismét egy válogatót hirdettek meg 2018 novemberében. 2019–20-ban az együttes utolsó felállás: Irina Tyitova, Elizabeta Kornyilova és Marijanna Kocsurova volt.

## Stúdió albumok
- 2009: ОпиумRoz
- 2012: Mama Lover
- 2016: Сила трёх

## Külső hivatkozások
- Hivatalos weboldal
- Website in Spain